# Callithrix marcai
Mico marcai là một loài động vật có vú trong họ Cebidae, bộ Linh trưởng. Loài này được Alperin miêu tả năm 1993.

## Hình ảnh

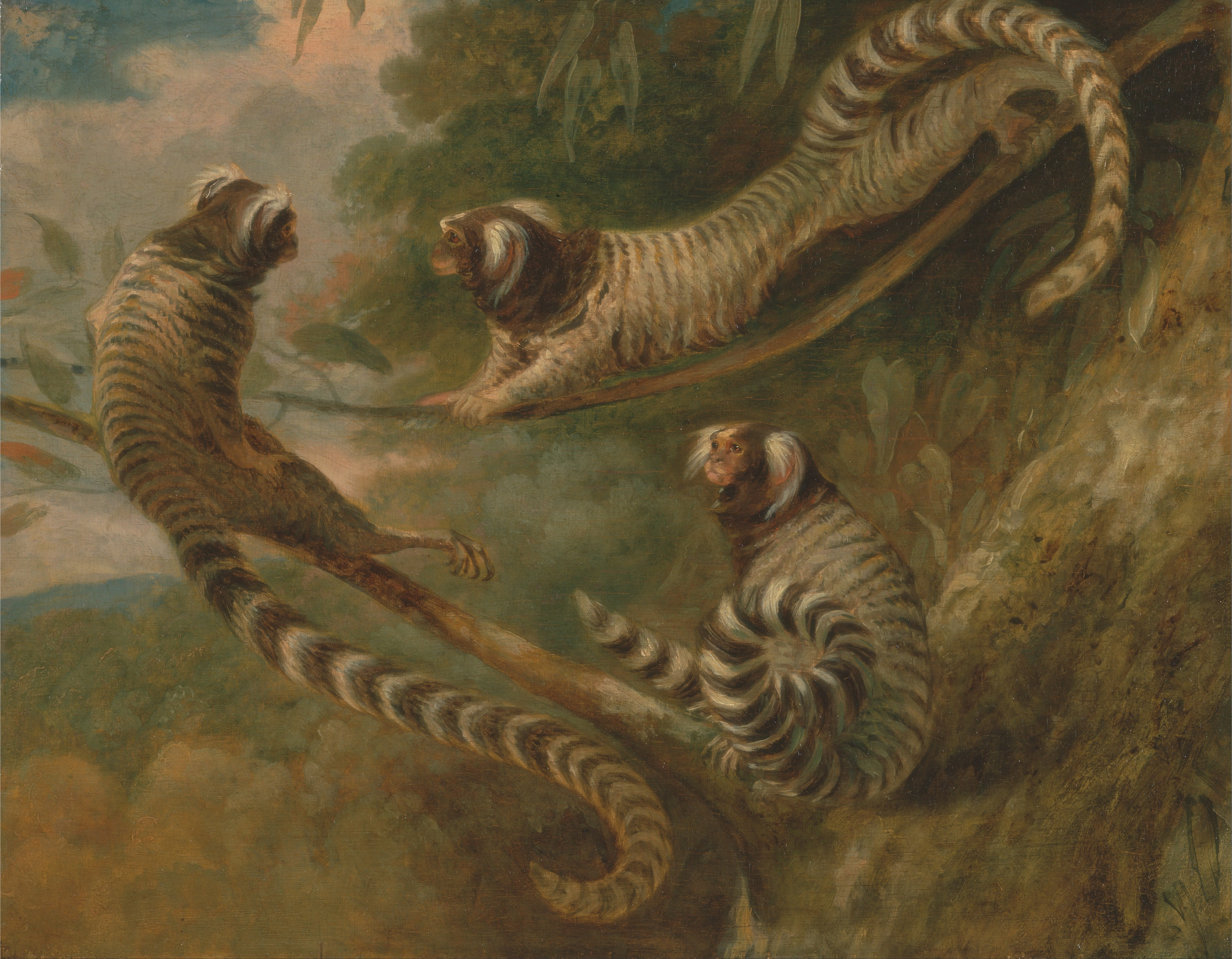